# Heilig Hartbeeld (Aarle-Rixtel)
Het Heilig Hartbeeld is een standbeeld in de Nederlandse plaats Aarle-Rixtel. Het beeld staat voor de Onze-Lieve-Vrouw-Presentatiekerk.

## Achtergrond
Het Heilig Hartbeeld uit 1925, was een geschenk van de parochianen aan pastoor J.M.J. Koenen die zijn zilveren jubileum vierde. Het is een ontwerp van de Franse beeldhouwer Jules Déchin. Andere afgietsels van dit beeld staan onder andere in Oploo en Volkel.

## Beschrijving
Het beeld bestaat uit een staande Christusfiguur, gekleed in gedrapeerd gewaad. Hij houdt zijn beide armen uitnodigend gespreid en toont in zijn handen de stigmata. Op zijn borst is, half verscholen achter zijn kleed, het Heilig Hart zichtbaar. Christus staat op een wereldbol, omgeven door wolken, waarop aan de voorzijde in reliëf passiewerktuigen zijn te zien: een kelk omkranst door een doornenkroon. Op de bol het opschrift 

Sacre Coeur de Jesus Roi des Familles

Een bronzen plaquette op de voorzijde van de rustica sokkel vermeldt de tekst 

KOMT TOT MIJ GY ALLEN DIE ZWOEGT EN VOL ZORGEN ZYT EN IK ZAL U OPBEUREN

## Waardering
Het beeldhouwwerk werd in 2001 als rijksmonument ingeschreven in het monumentenregister, onder meer "als uitdrukking van het geestelijk leven, met name de Heilig Hart-devotie zoals die in de jaren twintig en dertig van de twintigste eeuw bestond. Het heeft kunsthistorisch belang als voorbeeld van bronsgietkunst uit het Interbellum. Het heeft ensemblewaarden in relatie tot kerk, voormalig raadhuis en pastorie."